# Мінамото-но Йорімаса
Мінамото-но Йорімаса (яп. 源頼政; 1106 - 20 червня 1180) - японський самурай і воєначальник з роду Мінамото, активний учасник війни Тайра і Мінамото кінця XII століття.

## Біографія
Походив з роду Сейва Ґендзі (нащавдків імператора Сейва), найчисленнішого з кланів Мінамото. Син Мнімото-но Накамаси, інспектора куродо-докоро (особистої канцелярії імператора), та донькі Фудзівари Томомі.
Незважаючи на те, що суперництво в боротьбі за владу і зіткнення між родами Тайра і Мінамото, знатними аристократичними кланами Японії, до середини XII століття тривали вже не одне десятиліття, поет і романтик Мінамото-але Йорімаса намагався не втручатися в політику і зберігати в цій боротьбі нейтральну позицію. Протягом деякого часу він навіть був дружний з одним з найвпливовіших політиків роду Тайра, Тайрою-но Кійоморі. Під час повстання Хейдзі в 1160 році він настільки благоволив роду Тайра, що вони зуміли здобути тоді перемогу над силами Мінамото.
Однак в 1179 році Йорімаса офіційно покинув армію Тайри-но Кійоморі, так як не бажав більше воювати проти свого власного роду. У травні 1180 року він розсилає іншим вождям клану Мінамото і союзним їм буддійським монастирям відозву, в якому закликає виступити проти Кійоморі. З цього заклику конфлікт між пологами переходить в стадію громадянської війни, відомої під назвою війни Тайра і Мінамото, першим великим боєм в якій стала битва при Удзі, що відбулася в липні 1180 року. У цій битві Йорімаса очолював загін воїнів Мінамото і озброєних ченців-сохеїв, які обороняли монастир Мії-Дера і потім відступили на південь, до храму Бодьо-ін. Незважаючи на те, що ченці храму встигли зруйнувати ведучий до нього міст через річку Удзі, що переслідували їх воїни Тайра все ж зуміли переправитися і захопити Бодьо-ін. Поранений в бою при обороні храмового комплексу, Мінамото-но Йорімаса наклав на себе руки, зробивши сепуку в коридорі його головної будівлі, павільйону Фенікса (яп. 鳳凰堂 Хо:о:до:).